# 로라 메인
로라 메인(Laura Main, 1981년 3월 8일 ~ )은 영국의 배우, 연극 배우이다.
애버딘에서 태어났다.

## 방송
- 콜 더 미드와이프 9
- 콜 더 미드와이프 6
- 콜 더 미드와이프 5
- 콜 더 미드와이프 4
- 더 밀 시즌2

## 영화
- 콜 더 미드와이프 3 (2014년)
- 더 밀 시즌1 (2013년)
- 콜 더 미드와이프 2 (2013년)
- 콜 더 미드와이프 1 (2012년) - 베르나데트 수녀 역
- 롭 앤 발렌티나 인 스코틀랜드 (2010년)